# 威廉·汉密尔顿 (运动员)
威廉·汉密尔顿（英語：William Hamilton，1883年8月11日—1955年8月1日），美国男子田径运动员，主攻短跑。他曾代表美国参加1908年夏季奥林匹克运动会田径比赛，获得男子混合接力金牌。